# The Strypes
The Strypes waren eine Rhythm-and-Blues-Band aus Cavan in Irland. Die Formation der Band mit Ross Farrelly (Gesang, Mundharmonika), Josh McClorey (Gitarre, Gesang), Pete O’Hanlon (Bass, Mundharmonika) und Evan Walsh (Schlagzeug) entstand 2011. Ihre Musik orientiert sich an Rock’n’Roll- und Blues-Interpreten und Bands wie Chuck Berry, Bo Diddley, Howlin’ Wolf, Little Walter, Dr. Feelgood, The Yardbirds, The Rolling Stones und The Animals.

## Geschichte
2012 begannen sie, auf Festivals in Irland und Großbritannien zu spielen. Ihre erste EP Young, Gifted & Blue sprang sofort auf Platz eins der iTunes Blues Charts. In der britischen Musikpresse wurden sie hochgelobt. Zu ihren Verehrern zählen Elton John, Paul Weller, Jeff Beck und Noel Gallagher.
2013 traten sie in der Sendung von Jools Holland und auf dem Glastonbury Festival auf. In Deutschland waren sie unter anderem bei Rock am Ring und beim Haldern Pop Festival live zu sehen.
Ihr Debütalbum Snapshot, das im September 2013 erschien, wurde von Chris Thomas produziert, der bereits mit den Beatles und den Sex Pistols gearbeitet hat.

## Diskografie
Alben
- 2013: Snapshot

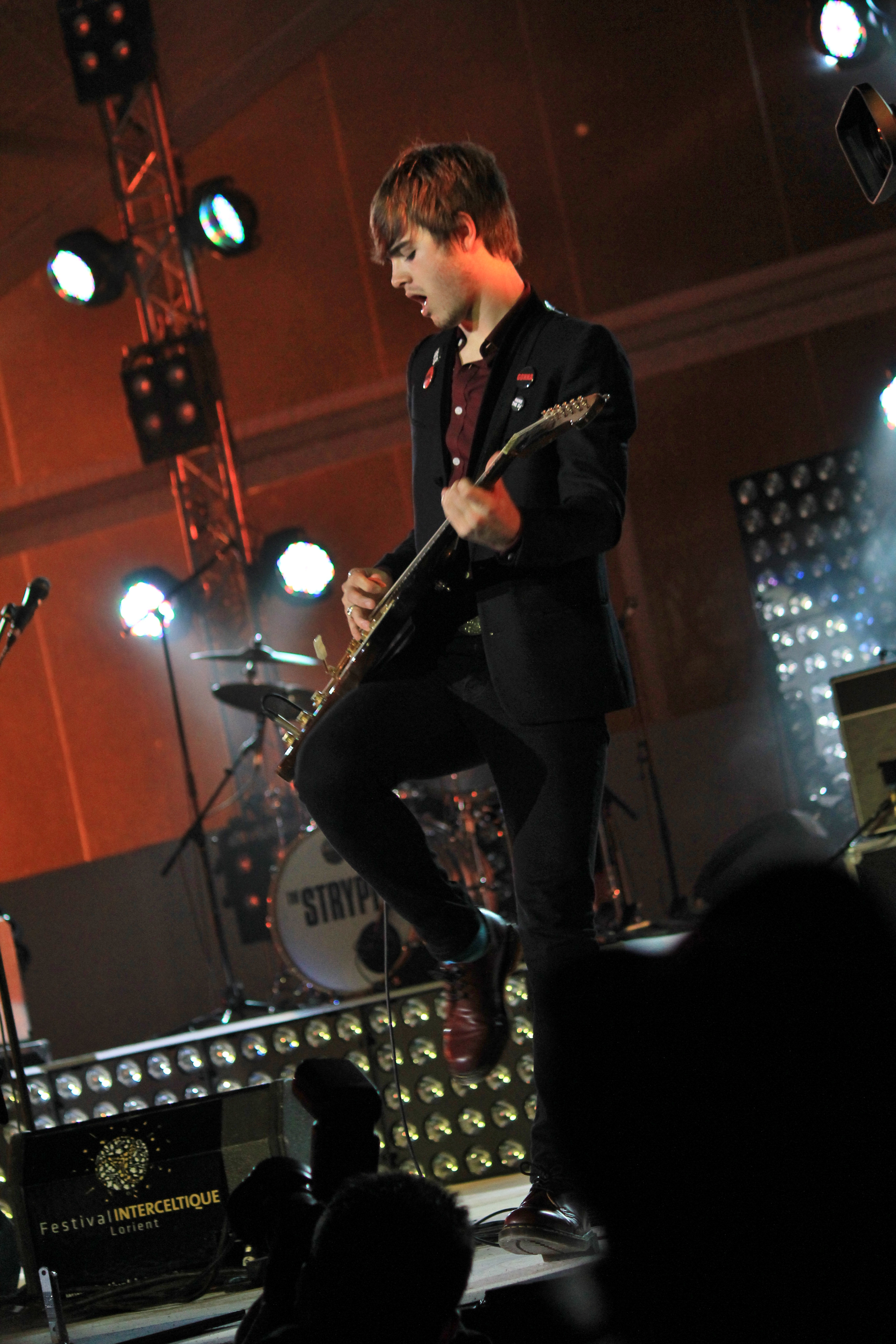
Josh McClorey

- 2015: Little Victories (auch als Deluxe-Version erhältlich)
- 2017: Spitting Image

EPs
- 2012: Young, Gifted & Blue
- 2013: Blue Collar Jane EP
- 2014: 4-Track Mind EP

Singles
- 2013: Blue Collar Jane
- 2013: Hometown Girls
- 2013: What a Shame
- 2013: You Can’t Judge a Book by the Cover